# Hypnophila remyi
Hypnophila remyi is een slakkensoort uit de familie van de Azecidae. De wetenschappelijke naam van de soort is voor het eerst geldig gepubliceerd in 1949 door C. Boettger.